# 611 Place
611 Place est un gratte-ciel de 189 mètres de haut et de 42 étages situé au 611 West de 6th Street dans le centre-ville de Los Angeles en Californie, conçu par William L.Pereira & Associates et achevé en 1969. Le bâtiment a été commandé par la Crocker Citizen's Bank, aujourd'hui disparue, et a servi de siège social à la Southern California jusqu'en 1983, date à laquelle elle  a déménagé au Crocker Center, aujourd'hui appelé Wells Fargo Center (Los Angeles). Il a ensuite été acheté par AT&T. C'était le plus haut bâtiment de Los Angeles à sa construction, et le premier bâtiment à surpasser l'hôtel de ville de Los Angeles en termes de hauteur structurelle (de nombreux bâtiments avaient dépassé l'hôtel de ville avec des flèches décoratives, le premier étant la tour Richfield). Il se compose d'une tour en forme de croix revêtue de poutres verticales en aluminium et soutenue sur son côté ouest par une immense dalle de béton vierge sur toute la hauteur du bâtiment, utilisée pour afficher les logos de l'entreprise.

## Dans la culture populaire
Le bâtiment est apparu dans plusieurs films :
- Mister Mom de 1983 où il est apparu comme emplacement de l'agence de publicité Richardson.
- Les ailes de l'enfer de 1997. Le bâtiment apparaît lors d'un plan aérien puis terrestre; plan dans lequel un cadavre tombe d'un avion et atterrit sur une voiture près du bâtiment dans la ville de Fresno, en Californie.
- Epicentre sorti en 2000, ce bâtiment est détruit par un tremblement de terre dans le film.
- Le jour d'après, film de 2004 où il apparaît dans des plans de Manhattan.
- Polly et moi de 2004 où il est le point de départ d'un saut de base-jump dramatique.

## Voir également
- Liste des bâtiments les plus hauts de Los Angeles